# Cesare Moretti
Cesare Moretti (Pegognaga, 20 d'abril de 1885 - Estats Units d'Amèrica, segle XX) fou un ciclista italià, professional des del 1910 fins al 1930. Es dedicà al ciclisme en pista. En el seu palmarès destaca una medalla de plata al Campionat del món de velocitat de 1926, així com diversos campionats nacionals.
El seu fill Cesare també es va dedicar professionalment al ciclisme.

## Palmarès
- 1910
  - 1r al GP d'Angers
- 1913
  - 1r als Gran Premi de l'UVF
- 1922
  -  Campió d'Itàlia en Velocitat
- 1923
  -  Campió d'Itàlia en Velocitat
  - 1r al GP de Copenhaguen
  - 1r al GP de Torí[2]
- 1924
  -  Campió d'Itàlia en Velocitat
  - 1r al GP de Copenhaguen
- 1925
  -  Campió d'Itàlia en Velocitat
- 1926
  -  Campió d'Itàlia en Velocitat
  - 1r al GP de Copenhaguen
- 1927
  -  Campió d'Itàlia en Velocitat